# Marcq (Ardennes)
Marcq ist eine Ortschaft im französischen Département Ardennes in der Verwaltungsregion Grand Est. Die Gemeinde gehört zum Arrondissement Vouziers und zum Kanton Attigny. 

## Geographie
Nachbargemeinden sind Saint-Juvin im Norden, Cornay im Süden und Osten, Senuc im Südwesten und Chevières im Nordwesten.

## Bevölkerungsentwicklung
| Jahr      | 1962 | 1968 | 1975 | 1982 | 1990 | 1999 | 2006 | 2011 | 2016 |
| --------- | ---- | ---- | ---- | ---- | ---- | ---- | ---- | ---- | ---- |
| Einwohner | 239  | 201  | 152  | 119  | 116  | 103  | 110  | 103  | 101  |

## Sehenswürdigkeiten
- Église Saint-Jacques-et-Philippe, 17. Jahrhundert, rekonstruiert 1924
- Château Mercier
- Château Dérué

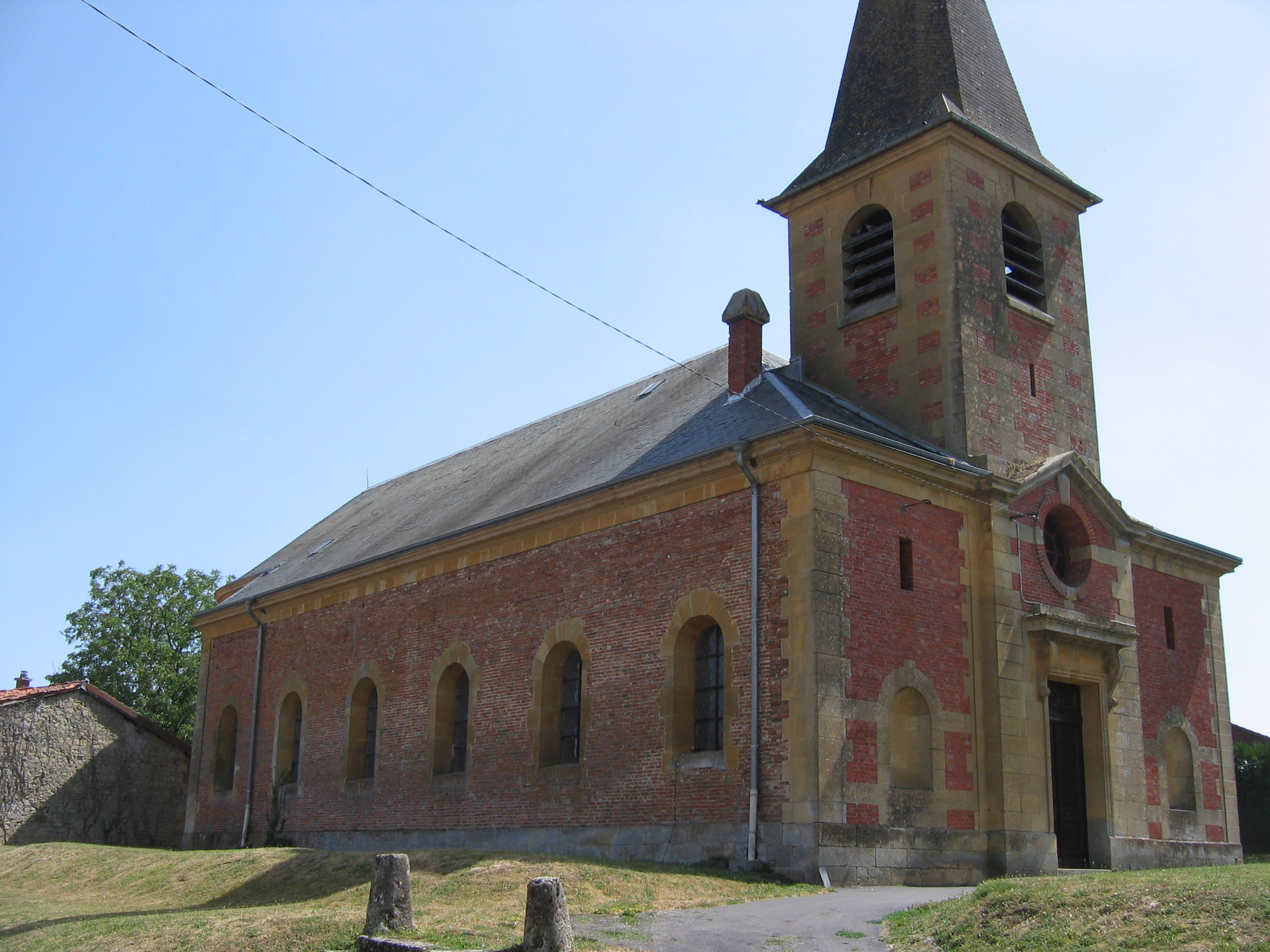
Église Saint-Jacques-et-Philippe
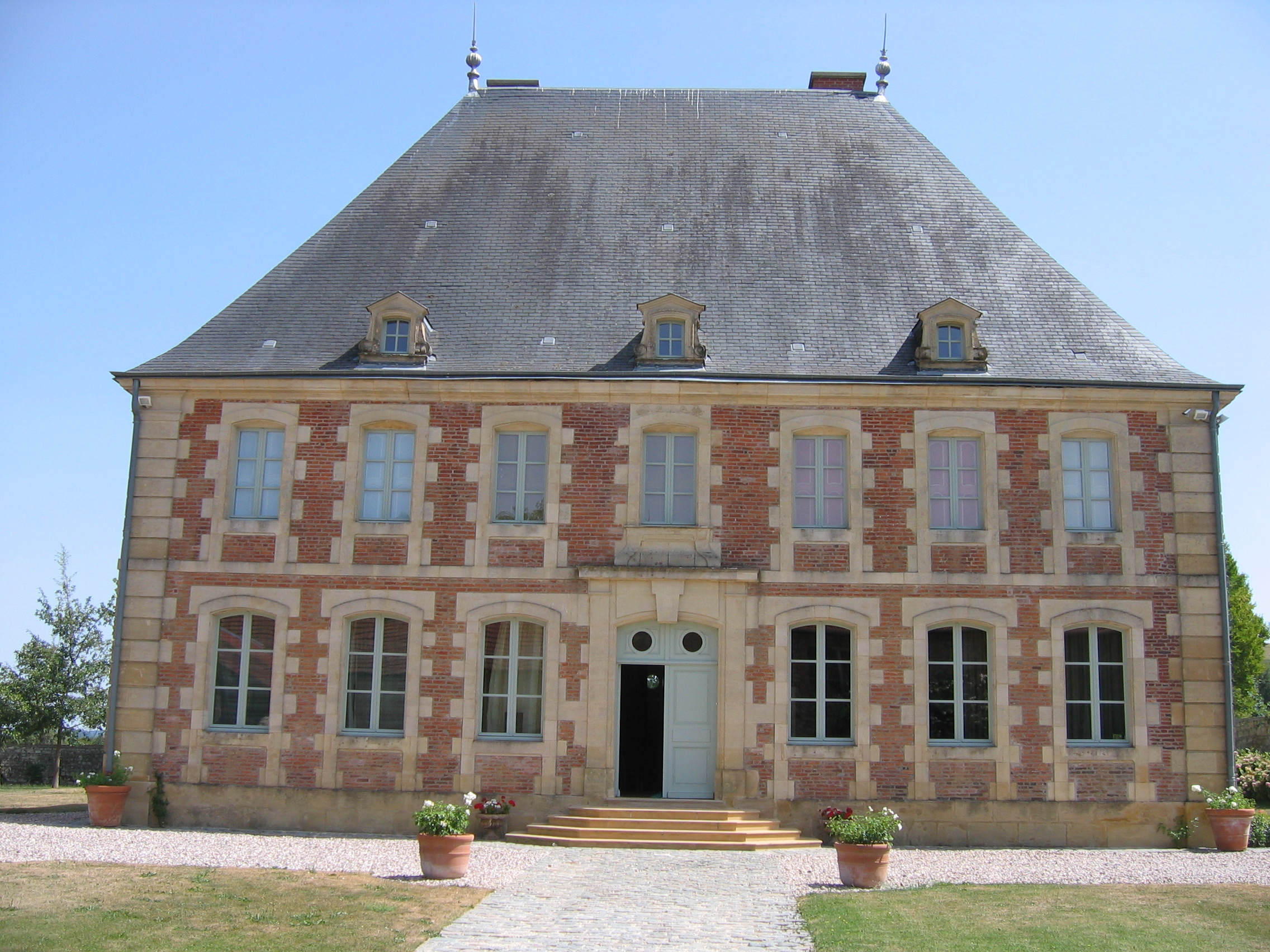
Château

## Söhne und Töchter der Gemeinde
- Anne-Jean-Marie-René Savary, duc de Rovigo (1774–1833), Divisionsgeneral